# 奥長良川県立自然公園

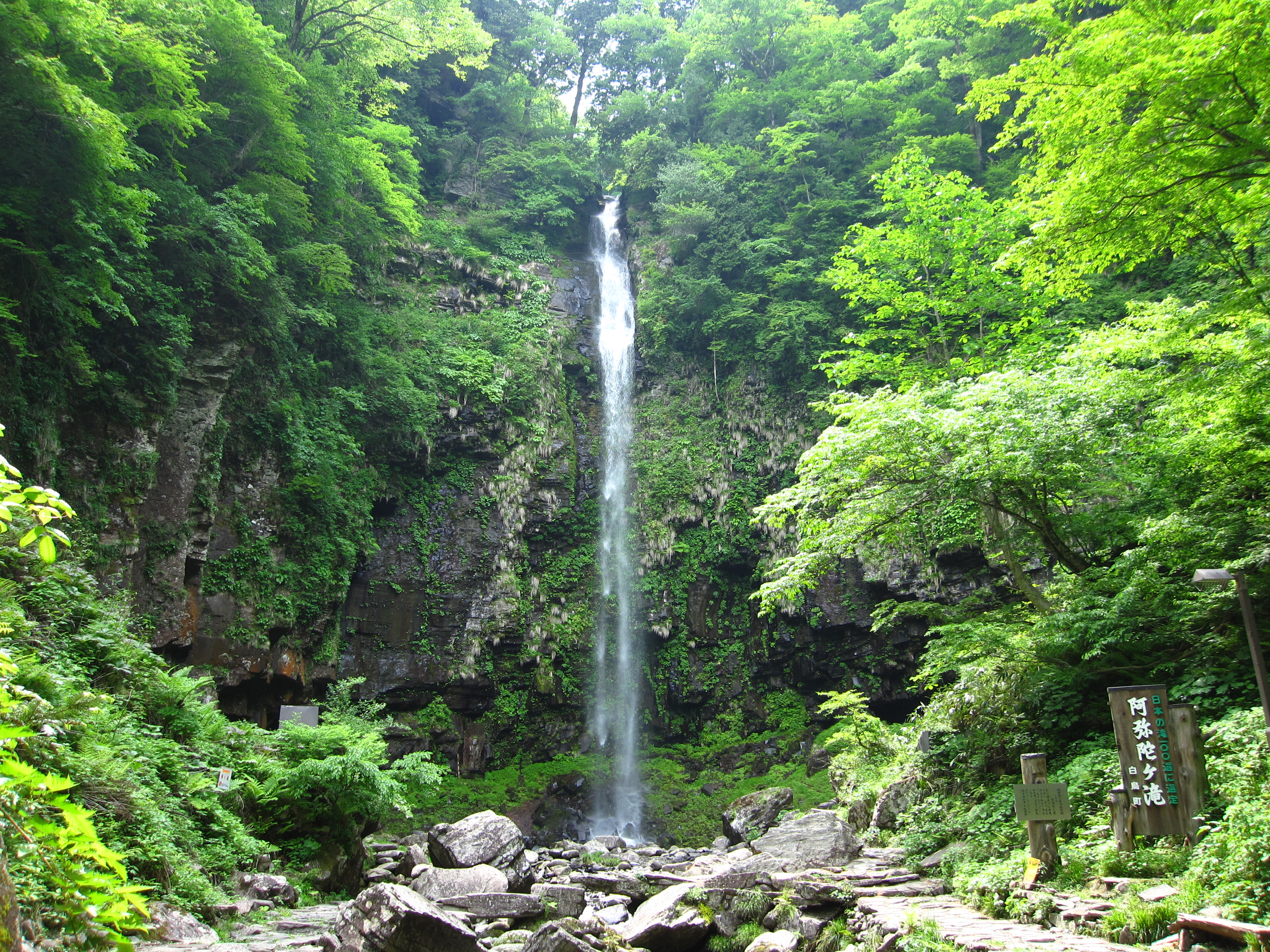
阿弥陀ケ滝

奥長良川県立自然公園（おくながらがわけんりつしぜんこうえん）は、岐阜県中濃地区にある県立自然公園。面積30,122ha（特別地区7,099ha）。

## 概要
- 長良川の上流、源流域、及び長良川の中流域に跨り、自治体では郡上市、美濃市、関市に跨っている。
- 公園内には幾つかのキャンプ場がある。

## 見所
- 長良川
- 阿弥陀ケ滝
- ひるがの高原
- 片知渓谷
- 高賀山
- 寺尾ヶ原千本桜公園
- 吉田川[注釈 1]